# Eleições gerais nos Países Baixos em 2017
As eleições gerais nos Países Baixos em 2017 foram realizadas a 15 de Março e, serviram para eleger os 150 deputados para a Câmara dos Representantes dos Países Baixos.

## Sistema eleitoral
A Câmara dos Representantes, Segunda Câmara (Tweede Kamer), é composta por 150 representantes eleitos segundo o sistema eleitoral de representação proporcional em uma circunscrição nacional. As cadeiras se repartem entre as listas de grupos e as combinações de grupos que obtiverem pelo menos de 0,67% (1/150) dos votos emitidos a nível nacional. Para a repartição proporcional de votos se usa a Lei de D'Hont.
A partir dos relatórios do Serviço Geral de Informações e Segurança (AIVD) sabe-se que os grupos de hackers Fancy Bear and Cozy Bear têm feito várias tentativas para hackear os ministérios holandeses, incluindo o Ministério de Assuntos Gerais com o objetivo de roubar documentos do governo de acesso secreto. Diante destes ataques, o ministro holandês das Relações Interiores e do Reino, Ronald Plasterk anunciou que os votos das eleições seriam processados manualmente, embora esta decisão tenha sido revertida.
Os resultados preliminares, baseados em uma "contagem rápida" foram publicados em 15 de março, no entanto, os resultados oficiais não serão anunciados até as 16:00 CET de 21 de Março.
A empresa de pesquisas Ipsos publicou uma sondagem após o fecho das urnas. Esta pesquisa indicou que o VVD ganhou 31 assentos, CDA, D66 e PVV 19 lugares cada um; GroenLinks ganhou 16, SP ganhou 14, PvdA ganhou 9, CU ganhou 6, PVDD ganhou 5, 50plus ganhou 4, DENK e PEC 3 cada, e o FVD ganhou 2. As sondagens também indicam uma participação de 82%, o que é uma das mais altas desde 1981, se for confirmada.
As eleições também foram vistas pelos eleitores Caribenhos como um barómetro de interesse no sistema político do estado, tendo votado pela primeira vez em 2012, com uma participação muito baixa.

## Candidaturas
No final de dezembro de 2016 81 partidos políticos tinham apresentado a petição de participação nas eleições ao Conselho Eleitoral. Em 30 de Janeiro de 2017, o Conselho anunciou que 33 partidos apresentaram uma lista de candidatos, e que MenS e Spirit, e Basisinkomen Partij e VR  apresentaram listas conjuntas.
Os partidos que participam pela primeira vez no processo, ou que participaram em eleições anteriores sem obter representação, têm que pagar um depósito de € 11.250.
Além do pagamento do depósito, não tendo representação anterior são obrigados a apresentar 30 assinaturas de apoio.
| Lista | Partidos                                               | Sigla    | Candidatos               |
| ----- | ------------------------------------------------------ | -------- | ------------------------ |
| 1     | Partido Popular para a Liberdade e Democracia          | VVD      | Mark Rutte               |
| 2     | Partido do Trabalho                                    | PvdA     | Lodewijk Asscher         |
| 3     | Partido para a Liberdade                               | PVV      | Geert Wilders            |
| 4     | Partido Socialista                                     | SP       | Emile Roemer             |
| 5     | Apelo Democrata-Cristão                                | CDA      | Sybrand van Haersma Buma |
| 6     | Democratas 66                                          | D66      | Alexander Pechtold       |
| 7     | União Cristã                                           | CU       | Gert-Jan Segers          |
| 8     | GroenLinks                                             | GL       | Jesse Klaver             |
| 9     | Partido Político Reformado                             | SGP      | Kees van der Staaij      |
| 10    | Partido pelos Animais                                  | PvdD     | Marianne Thieme          |
| 11    | 50PLUS                                                 | 50+      | Henk Krol                |
| 12    | Entrepreneurs Party                                    | OP       | Hero Brinkman            |
| 13    | VoorNederland                                          | VNL      | Jan Roos                 |
| 14    | Denk                                                   | DENK     | Tunahan Kuzu             |
| 15    | Nieuwe Wegen                                           | NiWe     | Jacques Monasch          |
| 16    | Forum voor Democratie                                  | FvD      | Thierry Baudet           |
| 17    | The Civil Movement                                     | DBB      | Ad Vlems                 |
| 18    | Free Thinking Party                                    | VP       | Norbert Klein            |
| 19    | GeenPeil                                               | GP       | Jan Dijkgraaf            |
| 20    | Pirate Party                                           | PP       | Ancilla van de Leest     |
| 21    | Artikel 1                                              | A1       | Sylvana Simons           |
| 22    | Niet Stemmers                                          | NS       | Peter Plasman            |
| 23    | Libertarian Party                                      | LP       | Robert Valentine         |
| 24    | Lokaal in de Kamer                                     | LidK     | Jan Heijman              |
| 25    | Jezus Leeft                                            | JL       | Florens van der Spek     |
| 26    | StemNL                                                 | SNL      | Mario van den Eijnde     |
| 27    | Party for Human and Spirit / Basisinkomen Partij / V-R | MenS–BIP | Tara-Joëlle Fonk         |
| 28    | Vrije Democratische Partij                             | VDP      | Burhan Gökalp            |

## Resultados Oficiais
| Partido                 | Partido                                       | Votos      | %               | +/-   | Deputados | +/-     |
| ----------------------- | --------------------------------------------- | ---------- | --------------- | ----- | --------- | ------- |
|                         | Partido Popular para a Liberdade e Democracia | 2 238 351  | 21,29 / 100,00  | 5,29  | 33 / 150  | 8       |
|                         | Partido para a Liberdade                      | 1 372 941  | 13,06 / 100,00  | 2,98  | 20 / 150  | 5       |
|                         | Apelo Democrata-Cristão                       | 1 301 796  | 12,38 / 100,00  | 3,87  | 19 / 150  | 6       |
|                         | Democratas 66                                 | 1 285 819  | 12,23 / 100,00  | 4,20  | 19 / 150  | 7       |
|                         | Esquerda Verde                                | 959 600    | 9,13 / 100,00   | 6,80  | 14 / 150  | 10      |
|                         | Partido Socialista                            | 955 633    | 9,09 / 100,00   | 0,56  | 14 / 150  | 1       |
|                         | Partido do Trabalho                           | 599 699    | 5,70 / 100,00   | 19,14 | 9 / 150   | 29      |
|                         | União Cristã                                  | 356 271    | 3,39 / 100,00   | 0,26  | 5 / 150   | Estável |
|                         | Partido pelos Animais                         | 335 214    | 3,19 / 100,00   | 1,26  | 5 / 150   | 3       |
|                         | 50PLUS                                        | 327 131    | 3,11 / 100,00   | 1,23  | 4 / 150   | 2       |
|                         | Partido Político Reformado                    | 218 950    | 2,08 / 100,00   | 0,01  | 3 / 150   | Estável |
|                         | DENK                                          | 216 147    | 2,06 / 100,00   | Novo  | 3 / 150   | Novo    |
|                         | Fórum pela Democracia                         | 187 162    | 1,78 / 100,00   | Novo  | 2 / 150   | Novo    |
|                         | Outros (partidos com menos de 1,0%)           | 161 327    | 1,55 / 100,00   |       | 0 / 150   |         |
| Votos Inválidos         | Votos Inválidos                               | 47 415     | 0,45 / 100,00   | 0,05  |           |         |
| Total                   | Total                                         | 10 563 456 | 100,00 / 100,00 |       | 150 / 150 |         |
| Eleitorado/Participação | Eleitorado/Participação                       | 12 893 466 | 81,93 / 100,00  | 7,36  |           |         |
| Fonte                   | Fonte                                         | [ 8 ]      | [ 8 ]           | [ 8 ] | [ 8 ]     | [ 8 ]   |

| ↓  |      |    |      |      |     |     |    |     |     |     |     |     |
| 14 | 5    | 14 | 3    | 9    | 19  | 4   | 5  | 19  | 33  | 3   | 2   | 20  |
| SP | PvdD | GL | DENK | PdvA | D66 | 50+ | UC | CDA | VVD | SPG | FvD | PVV |